# George E. Gorman
George Edmund Gorman (* 13. April 1873 in Chicago, Illinois; † 13. Januar 1935 ebenda) war ein US-amerikanischer Politiker. Zwischen 1913 und 1915 vertrat er den Bundesstaat Illinois im US-Repräsentantenhaus.

## Leben
George Gorman besuchte die öffentlichen Schulen seiner Heimat. Nach einem anschließenden Jurastudium an der Georgetown University in Washington, D.C. und seiner 1895 erfolgten Zulassung als Rechtsanwalt begann er ab 1896 in Chicago in diesem Beruf zu arbeiten. Zwischen 1897 und 1900 war er dort stellvertretender Staatsanwalt. Politisch schloss er sich der Demokratischen Partei an. Bei den Kongresswahlen des Jahres 1912 wurde er im dritten Wahlbezirk von Illinois in das US-Repräsentantenhaus in Washington gewählt, wo er am 4. März 1913 die Nachfolge von William W. Wilson antrat. Da er im Jahr 1914 auf eine weitere Kandidatur verzichtete, konnte er bis zum 3. März 1915 nur eine Legislaturperiode im Kongress absolvieren.
Nach dem Ende seiner Zeit im US-Repräsentantenhaus praktizierte George Gorman wieder als Rechtsanwalt in Chicago. Von 1920 bis 1928 war er nochmals stellvertretender Staatsanwalt. Seit 1930 war er am Bezirksgericht als Master in Chancery tätig. Er starb am 13. Januar 1935 in Chicago, wo er auch beigesetzt wurde.